# Sputnik
Sputnik (укр. Супутник) — російська пропагандистська інформаційна агенція, яка включає сайти, мобільний застосунок, онлайн-трансляції, радіомовну службу і пресцентри, заснована міжнародною інформаційною агенцією «Россия сегодня». Головний офіс агенції знаходиться у Москві. Агенція вирізняється необ'єктивною подачею інформації та упередженістю у висвітленні подій. ЗМІ заборонено до мовлення у Євросоюзі.

## Опис та історія
Sputnik має регіональні представництва та бюро в різних країнах, зокрема в США (Вашингтон), Єгипті (Каїр), Китаї (Пекін), Британії (Единбург), Уругваї (Монтевідео), Киргизстані (Бішкек). Агенція висвітлює новини політики й економіки, орієнтована на зарубіжну авдиторію.
Попередником агенції Sputnik є міжнародний відділ російської державної агенції «РИА Новости», основна частина матеріалів якої надходила з Москви. Sputnik отримує матеріали з міжнародних представництв, головним редактором видання є пропагандистка Маргарита Симоньян. Вона ж придумала назву для видання.
2023 року офіси компанії в ЄС почалися закриватися. Станом на жовтень у східній та західній Європі закрилися всі, окрім відділень у Австрії, Німеччині та Швейцарії.

## Діяльність
Пропагандистські сайти агенції діють понад 30 мовами, включаючи англійську, іспанську, польську, киргизьку, сербську. На сайтах також здійснюється радіомовлення. Sputnik також продає фоторепортажі, прямі трансляції, інфографіку, опитування.

### Радіо
«Радіо Sputnik» — аудіокомпонент платформи Sputnik, який здійснює радіомовлення. Є наступником радіостанції Голос Росії. Працює в більш ніж 90 містах і 20 країнах[джерело?] на частотах FM, DAB / DAB + (цифрове радіомовлення)[джерело?], HD Radio[джерело?], а також, через мобільні додатки, і в інтернеті. Радіо Sputnik також є на різних супутникових ретрансляторах, включаючи цілодобову англомовну службу, доступну у Північній Америці через супутник Galaxy 19[джерело?].
Серед відомих ведучих Радіо Sputnik: Макс Кайзер і Стейсі Герберт, які ведуть щотижневе ток-шоу Double Down, присвячене економіці, а також ліберальний ведучий Том Хартманн, програма якого Thom Hartmann Program виходить на радіо Sputnik щодня.
Sputnik UK мовило з Единбурга і Лондона, продукувало такі програми, як World in Focus (дискусійне шоу на тему світових подій, які вели Джек Фостер і Керолін Скотт). Для програми регулярно писали репортажі журналісти Sputnik UK. Також частиною британського мовлення були програми Brave New World і Level Talk (ведучий Джон Харрісон) і Hard Talk (ведучий: журналіст і коментатор Джон Вайт).
Sputnik France транслювало регулярні новинні програми, зокрема World Disorder with Rachel Marsden. У програмі, яку вела відома журналістка і медіаперсона Рейчел Марсден, брали участь відомі політики і посадові особи. Програма виходила двічі на тиждень.

### Новинні стрічки
Sputnik веде новинні стрічки 5 мовами: англійською, арабською, іспанською, китайською і фарсі. Матеріали на стрічку надходять від журналістів з усього світу, а також публікуються на відповідних сайтах Sputnik. Доступ до контенту новинних стрічок надається за підпискою через веббраузери, електронну пошту і FTP.

### Англійською
- новинна служба Sputnik англійською мовою (міжнародні новини);
- новинна служба Sputnik: Росія англійською;
- новинна служба Sputnik: Росія, Україна і країни Балтії англійською.

### Іншими мовами
- арабська служба Sputnik;
- Sputnik іспанською;
- китайська служба Sputnik;
- Sputnik на фарсі.

### Sputnik. Polls
У січні 2015 року агенція Sputnik запустила проєкт Sputnik.Polls для опитувань громадської думки. Опитування здійснюють компанії Populus і Ifop серед мешканців європейських країн і США. Опитування проводяться на теми політичного життя і міжнародних відносин.
Опитування Sputnik регулярно цитуються іншими новинними агенціями. Наприклад, у серпні 2016 року британська газета Daily Express опублікувала статтю про опитування на тему життя в СРСР до і після його розпаду.

### SputnikPro
Проект міжнародної інформаційної агенції та радіо Sputnik для журналістів, студентів профільних вузів, співробітників пресслужб та інших фахівців медіасфери, спрямований на обмін досвідом із зарубіжними колегами, розвиток медіакомунікацій і професійних зв'язків. За час існування проєкту, в різних форматах у ньому взяли участь представники більш ніж 80 країн. Очні майстер-класи SputnikPro пройшли в Абхазії, Азербайджані, Вірменії, Білорусі, Греції, Грузії, Індії, Киргизстані, Туреччині, Естонії та Південній Осетії.

### Sputnik. Images
Sputnik. Images — це фотобанк агентства Sputnik. Банк фотослужби містить більше 2 млн фотографій, доступних за передплатою. Серед матеріалів — архівні та оперативні фото, а також інфографіка та інші формати представлення даних.

## В країнах

### Азербайджан
У лютому 2025 року аґенція мала припинити роботу у зв’язку з забороною від влади Азербайджану, але роботу продовжилася. 30 червня 2025 року МВС Азербайджану провело спецоперацію в офісі агентства "Sputnik у Баку. Було затримано сімох людей, серед яких було двоє співробітників російської ФСБ, що працювали в цьому відомстві. Це відбулося після арештів кількох десятків азербайджанців російськими силовиками у Єкатеринбурзі, де від грубих дій поліціянтів загинули щонайменше двоє із затриманих.

### Білорусь
Sputnik Білорусь — відділення в Білорусі, працює з грудня 2014 року. Поширює новини, радіо і відео, а також інфографіку як російською, так і білоруською мовами. Активи агенції, крім двомовного порталу, включають радіо і пресцентр.

### Венесуела
У Венесуелі Sputnik співпрацює з телеканалом Telesur, просуваючи антизахідні меседжі кількома мовами.

### Вірменія
20 грудня 2023 року Комісія з телебачення і радіо Вірменії призупинив діяльність компанії «Тоспа», що ретранслювала програму «Sputnik Вірменія», на 30 днів. Причиною було вказано етер передачі «П'ятниця з Тиграном Кеосаяном» від 17 листопада 2023 року, де ведучий висміював Вірменію та її народ.

### Іран
У Ірані Sputnik співпрацює з телеканалом HispanTV. Російські пропагандисти транслюють вигідні Росії наративи, підтримують тренінгові центри, офіси та спільні технічні ресурси.

### Литва
5 січня 2022 року в Латвії було заарештовано шеф-редактора Sputnik Литва Марата Касема за підозрою у порушенні санкцій ЄС проти РФ і шпигунстві.

### Латвія
У квітні 2023 року в Ризі почалися судові процеси щодо 16 журналістів, які співпрацювали зі Sputnik і Baltnews, заблокованими в Латвії з 2016 та 2021 року відповідно. У грудні 2024 року в Латвії було засуджено на два роки головного редактора порталу «Sputnik Латвія» Валентина Роженцова, що порушував санкції ЄС.

### Молдова
13 вересня 2023 року керівника місцевої філії Віталія Денісова було депортовано з Молдови із забороною в'їзду до країни на 10 років. Як стало відомо згодом, Денисов, був кадровим російським офіцером 72-го центру спеціальної служби ФСБ. Денисов народився 1967 року в Закарпатській області.

## Аудиторія
- За даними ComScore від 2018 року, Sputnik France входив до 20 найбільш відвідуваних сайтів новин і до 5 найбільш відвідуваних іноземних новинних сайтів у Франції[26].
- За даними рейтингового агентства Gemius, «Sputnik Молдова» з 2017[27] по 2019 рік займав перше місце серед інтернет-видань по авдиторії у Молдові. У квітні 2019 року аудиторія видання сягнула понад 374 тисяч осіб[28].
- За даними від 2019 року, у китайській соціальній мережі Weibo у Sputnik China понад 10 млн передплатників[29].

## Нагороди
- 12 квітня 2016 року вечірня програма радіостанції Sputnik Türkiye «Послухай і це» (тур. Bide Bunu Dinle) — нагорода Союзу журналістів Туреччини «За успіхи в галузі журналістики»[30].
- 31 березня 2017 року Sputnik став лауреатом Клубу журналістів Мексики в категорії «Інформаційна агенція» за надані інформаційні послуги[31].
- 9 червня 2017 року Sputnik Azərbaycan став володарем азербайджанської національної премії NETTY-2017 у номінації «Інформація та новини»[32].

## Критика

### Пропаганда
Sputnik разом з RT часто називають у різних доповідях західних організацій як орган пропаганди. Агенція звинувачується у пропаганді. Зокрема, про це заявляють:
- Президент Франції Емманюель Макрон («орган впливу і пропаганди»)[33];
- британський журнал The Economist («пропаганда на території Туреччини»[34]);
- Служба державної безпеки Швеції (звинувачення у поширенні дезінформації і фейкових новин)[35];
- Європейський парламент (згідно з резолюцією 2016 року — Sputnik нарівні з RT визнається як інформаційна загроза Євросоюзу і його партнерам)[36].

### Блокування
- 29 березня 2016 року влада Латвії заблокувала сайт Sputnik у національній доменній зоні .lv, пославшись на постанову Ради ЄС «про обмежувальні заходи у зв'язку з загрозою територіальної цілісності, суверенітету і незалежності України»[37].
- 14 квітня 2016 року Управління з телекомунікації і зв'язку Туреччини заблокувало сайти Sputnik англійською та турецькою мовами. 16 квітня суд затвердив рішення про блокування, пославшись на статтю про «захист життя, майна і безпеки громадян, а також захисту національної безпеки, громадського порядку та запобігання злочинності»[38]. Блокування зняли 8 серпня після поліпшення російсько-турецьких відносин.
- 10 липня 2019 року Литовська комісія з питань радіомовлення і телебачення ухвалила рішення про блокування «з метою захисту авторських прав в інтернеті», рішення приведено до виконання 12 липня[39].
- 12 липня 2019 року за скаргою литовського телеканалу LRT на порушення авторського права рішенням Вільнюського окружного адміністративного суду заблоковано сайт Sputnik литовською мовою[40].
- У грудні 2019 року співробітники «Sputnik Естонія» отримали від Департаменту поліції і прикордонної охорони Естонії лист із попередженням про порушення проти них кримінальних справ на підставі санкцій ЄС, введених у березні 2014 року проти низки фізичних і юридичних осіб через події в Україні, серед яких члени керівництва інформаційної агенції «Россия сегодня». 1 січня 2019 року співробітники «Sputnik Естонія» припинили трудові відносини з редакцією за спільним рішенням[41].